# يو إس إس بيفوت
يو إس إس بيفوت (بالإنجليزية: USS Pivot (AM-276)) هي كاسحة ألغام من فئة أدميرابل تابعة لـبحرية الولايات المتحدة، وكانت أول سفينة أمريكية تحمل هذا الاسم.

## البناء والخدمة
تم بناء بيفوت من قبل شركة Gulf Shipbuilding Corp. في سافانا بولاية جورجيا، وأُطلقت في 11 يوليو 1943، وتم تكليفها في الخدمة في 12 يونيو 1944.

## الخدمة في الحرب العالمية الثانية
غادرت السفينة نورفولك في 24 أغسطس 1944، متجهة إلى هاواي عبر قناة بنما وساحل كاليفورنيا، ووصلت إلى بيرل هاربر في 23 سبتمبر. هناك أجرت تدريبات على عمليات كنس الألغام، ثم أبحرت في 22 يناير 1945 إلى أوليثي، ووصلت في 13 فبراير، حيث انضمت إلى الأسطول الخامس.
في 19 مارس، رافقت السفن إلى أوكيناوا، ووصلت في 25 مارس للمشاركة في عمليات تمشيط الألغام والقيام بدوريات ضد الغواصات خلال معركة أوكيناوا، وبقيت هناك حتى 28 يوليو، ثم توجهت إلى سايبان، ومن هناك أبحرت إلى أوساكا باليابان في 20 سبتمبر، لتقوم بعمليات كنس الألغام في المياه اليابانية حتى أواخر العام 1945.

## ما بعد الحرب
غادرت بيفوت كوريا في 10 فبراير 1946 وعادت إلى الولايات المتحدة عبر بيرل هاربر، ووصلت إلى سان دييغو في 20 مارس. خرجت من الخدمة في 6 نوفمبر 1946، وتم نقلها إلى جمهورية الصين في 27 أغسطس 1948، حيث خدمت لاحقًا في بحرية جمهورية الصين تحت اسم ROCS Yung Shou (AM-44).

## الأوسمة
حصلت يو إس إس بيفوت على نجمتين لخدمتها في الحرب العالمية الثانية.

## وصلات خارجية
- NavSource Naval History – USS Pivot (AM-276)
- Naval History and Heritage Command – Pivot I (AM-276)